# جنوب‌بال
جنوب‌بال(نام علمی: Pterodaustro) نام یک گونه از راسته پتروسور است.